# Корчівська сільська рада (Черняхівський район)
Корчівська сільська рада — колишня адміністративно-територіальна одиниця та орган місцевого самоврядування у Черняхівському районі Волинської округи, Київської та Житомирської областей Української РСР з адміністративним центром у селі Корчівка.

## Населені пункти
Сільській раді на час ліквідації були підпорядковані населені пункти:
- с. Корчівка

## Історія та адміністративний устрій
Створена 27 жовтня 1926 року в складі сіл Корчівка Перша (згодом — Корчівка) та Корчівка Друга Бежівської сільської ради Черняхівського району Волинської округи. На 1 жовтня 1941 року с. Корчівка Друга злилося з с. Корчівка Перша та не перебувало на обліку населених пунктів.
Станом на 1 вересня 1946 року сільська рада входила до складу Черняхівського району Житомирської області, на обліку в раді перебувало с. Корчівка.
Ліквідована 11 серпня 1954 року, відповідно до указу Президії Верховної ради Української РСР «Про укрупнення сільських рад по Житомирській області», територію та населені пункти ради приєднано до складу Сліпчицької сільської ради Черняхівського району Житомирської області.